# Ski alpin aux Deaflympics
Le ski alpin fait son apparition aux Deaflympics d'hiver de 1949 à Seefeld in Tirol (Suisse). 

## Palmarès

### Hommes
| Edition | Descente             | Super-G                   | Slalom géant                                               | Slalom                                                             | Combiné                                         |
| 1949    | Raymond Genton       |                           |                                                            | Raymond Genton                                                     | Raymond Genton                                  |
| 1953    | Hans Zingerle        |                           |                                                            | Hans Lie                                                           | Hans Lie                                        |
| 1955    | Max Angermair        |                           |                                                            | Hans Lie                                                           | Hans Lie                                        |
| 1959    | Hans Lie             |                           | Brynjulf Dammen                                            | Kjell Otto Larsen                                                  | Hans Lie (Combiné I) Max Angermair (Combiné II) |
| 1963    | Vittorio Palatini    |                           | Hans Lie                                                   | Hans Lie                                                           | Jakob Schmid                                    |
| 1967    | Vittorio Palatini    |                           | Vittorio Palatini                                          | Theo Steffen                                                       |                                                 |
| 1971    |                      |                           | Vittorio Palatini (Slalom I) Vittorio Palatini (Slalom II) | Theo Steffen                                                       |                                                 |
| 1975    | Peter Wyss           |                           | Patrick Pignard                                            | Vittorio Palatini                                                  |                                                 |
| 1979    | Patrick Pignard      |                           | Andrew Swan                                                | Andrew Swan                                                        |                                                 |
| 1983    | Torkel Hoff          | Andrew Swan               | Andrew Swan                                                | Harald Olaf Håverstad                                              |                                                 |
| 1987    | Andrew Swan          |                           | Andrew Swan                                                | Torkel Hoff (Slalom) Josef Schaupper (Slalom parallèle)            |                                                 |
| 1991    | Werner Stäheli       |                           | Robert Schaupper                                           | Arnaud Repellin                                                    |                                                 |
| 1995    | Reinhard Pitschieler | Crawford Carrick-Anderson | Crawford Carrick-Anderson                                  | Arnaud Repellin                                                    |                                                 |
| 1999    | Samo Petrac          | Aaron Nider               | David Pelletier                                            | Martin Legutky, JR                                                 |                                                 |
| 2003    | Matthias Becherer    |                           | Andreas Santini                                            | Charles-Olivier Le Blanc (Slalom) Tomas Kristof (Slalom parallèle) |                                                 |
| 2007    | Roland Schneider     | Matthias Becherer         | Phillipp Perchtold                                         | Charles-Olivier Le Blanc                                           | Matthias Becherer                               |
| 2011    |                      |                           |                                                            |                                                                    |                                                 |
| 2015    | Philipp Steiner      | Giacomo Pierbon           | Nicolas Sarremejane                                        | Giacomo Pierbon                                                    | Giacomo Pierbon                                 |

### Femmes
| Edition | Descente           | Super-G              | Slalom géant                                                  | Slalom                                                      | Combiné                                            |
| 1953    |                    |                      |                                                               | Gunvor Ruud                                                 |                                                    |
| 1955    | Eva Herland        |                      |                                                               | Eva Herland                                                 | Eva Herland                                        |
| 1959    | Anna Weileder      |                      | Gunvor Ruud                                                   | Anna Weileder                                               | Anna Weileder (Combiné I) Gunvor Ruud (Combiné II) |
| 1963    | Herlinde Huber     |                      | Herlinde Huber                                                | Herlinde Huber                                              | Herlinde Huber                                     |
| 1967    | Herlinde Huber     |                      | Tamara Petre Marcinuk                                         | Tamara Petre Marcinuk                                       |                                                    |
| 1971    |                    |                      | Helene Sonderegger(Slalom I) Tamara Petre Marcinuk(Slalom II) | Tamara Petre Marcinuk                                       |                                                    |
| 1975    | Helene Sonderegger |                      | Helene Sonderegger                                            | Helene Sonderegger                                          |                                                    |
| 1979    | Helene Sonderegger |                      | Mireille Pelletier                                            | Helene Sonderegger                                          |                                                    |
| 1983    | Veronique Paiani   | Caroline Barbuzynski | Brigitte Pelletier                                            | Monika Seile                                                |                                                    |
| 1987    | Katja Tissi        |                      | Nicoletta Lenzenwöger                                         | Christine Meyer (Slalom) Christine Meyer (Slalom parallèle) |                                                    |
| 1991    | Katja Tissi        |                      | Nicoletta Lenzenwöger                                         | Nicoletta Lenzenwöger                                       |                                                    |
| 1995    | Sabina Hmelina     | Marlene Lenzenwöger  | Marlene Lenzenwöger                                           | Nicoletta Lenzenwöger                                       |                                                    |
| 1999    | Petra Kurkova      | Petra Kurkova        | Petra Kurkova                                                 | Petra Kurkova                                               |                                                    |
| 2003    | Andrea Eicker      |                      | Amanda Ann Mooneyham                                          | Petra Kurkova (Slalom) Petra Kurkova (Slalom parallèle)     |                                                    |
| 2007    | Tereza Kmochova    | Amanda Ann Mooneyham | Tereza Kmochova                                               | Petra Kurkova                                               | Petra Kurkova                                      |
| 2011    |                    |                      |                                                               |                                                             |                                                    |
| 2015    | Tereza Kmochova    | Tereza Kmochova      | Tereza Kmochova                                               | Tereza Kmochova                                             | Tereza Kmochova                                    |

## Skieurs les plus titrés
Les skieurs ayant remporté au moins deux titres Deaflympics :
| Rang | Nation                    | Or | Argent | Bronze | Total |
| ---- | ------------------------- | -- | ------ | ------ | ----- |
| 1    | Hans Lie                  | 8  | 1      | 2      | 11    |
| 2    | Andrew Swan               | 6  | 3      | 1      | 10    |
| 3    | Vittorio Palatini         | 6  | 1      | 6      | 13    |
| 4    | Giacomo Pierbon           | 3  | 2      | 0      | 5     |
| 5    | Raymond Genton            | 3  | 1      | 1      | 5     |
| 6    | Matthias Becherer         | 3  | 1      | 0      | 4     |
| 7    | Max Angermair             | 2  | 4      | 2      | 8     |
| 8    | Torkel Hoff               | 2  | 4      | 1      | 7     |
| 9    | Crawford Carrick-Anderson | 2  | 2      | 2      | 6     |
| 10   | Patrick Pignard           | 2  | 2      | 0      | 4     |
| 11   | Theo Steffen              | 2  | 1      | 3      | 7     |
| 12   | Arnaud Repellin           | 2  | 1      | 0      | 3     |
| 12   | Charles-Olivier Le Blanc  | 2  | 1      | 0      | 3     |

Les skieuses ayant remporté au moins deux titres Deaflympics :
| Rang | Nation                | Or | Argent | Bronze | Total |
| ---- | --------------------- | -- | ------ | ------ | ----- |
| 1    | Petra Kurkova         | 8  | 2      | 2      | 12    |
| 2    | Tereza Kmochova       | 7  | 2      | 1      | 10    |
| 3    | Helene Sonderegger    | 6  | 2      | 1      | 9     |
| 4    | Herlinde Huber        | 5  | 1      | 0      | 6     |
| 5    | Nicoletta Lenzenwöger | 4  | 4      | 1      | 9     |
| 6    | Tamara Petre Marcinuk | 4  | 1      | 3      | 8     |
| 7    | Eva Herland           | 3  | 1      | 0      | 4     |
| 8    | Gunvor Ruud           | 3  | 2      | 5      | 10    |
| 9    | Anna Weileder         | 3  | 0      | 0      | 3     |
| 10   | Katja Tissi           | 2  | 2      | 1      | 5     |
| 11   | Marlene Lenzenwöger   | 2  | 1      | 1      | 4     |
| 12   | Christine Meyer       | 2  | 0      | 2      | 4     |

## Tableau des médailles
| Rang | Nation       | Or | Argent | Bronze | Total |
| ---- | ------------ | -- | ------ | ------ | ----- |
| 1    | Pays inconnu |    |        |        |       |
| 2    | Pays inconnu |    |        |        |       |